# Amphipyra pallidior
Amphipyra pallidior är en fjärilsart som beskrevs av W. Warren 1913. Amphipyra pallidior ingår i släktet Amphipyra och familjen nattflyn. Inga underarter finns listade i Catalogue of Life.